# قنيطرة الخراب
قنيطرة الخراب هي إحدى القرى المحتلة والمدمرة التابعة لمحافظة القنيطرة في هضبة الجولان بجنوب غرب سوريا.